# 基氏吻棘鰍
基氏吻棘鰍為輻鰭魚綱合鰓目刺鰍亞目刺鰍科的其中一種，分布於亞洲婆羅洲北部淡水流域，體長可達22公分，棲息在礫石底質的底層水域，屬肉食性。